# Aigüesjuntes (Gósol)
Aigüesjuntes és un indret del municipi de Gósol (Berguedà) on aflueixen el riu de Bonner i el torrent o canal de Cavallonga al riu Aigua de Valls.
L'indret està situat aproximadament a 1 km al sud del Pont Cabradís (vegeu ruta) ja molt a prop del l'imit amb el municipi de Guixers.